# 尚幹小吃
尚幹小吃，是起源於福州市閩侯縣的尚幹鎮，具有當地特色的一系列小吃的總稱，屬於閩菜，現為中式小吃的一個重要分支並成為了中國廉價小吃的代表。
尚幹小吃於2023年1月8日，入選福州市閩侯縣第六批非物質文化遺產。

## 外部鏈接
- 尚幹小吃官方網站（页面存档备份，存于）